# Радзивилл, Януш Францишек
Князь Януш Францишек Радзивилл (пол. Janusz Franciszek Radziwiłł, 3 сентября 1880, Берлин — 4 октября 1967, Варшава) — последний ординат Олыки и владелец Неборовского дворца, сын Фердинанда Радзивилла.

## Биография
Януш Францишек Радзивилл унаследовал от своих предков ординацию вокруг Олыцкого замка на Волыни (на тот момент в составе Российской империи). В 1903 году он также купил у своей дальней родственницы имение Неборов под Варшавой (также в составе Российской империи).
Изучал право и экономику в Германии. Был членом правительства Польского Королевства, созданного в 1916 году после оккупации Германией и Австро-Венгрией принадлежавшей Российской империи части Польши. Это правительство просуществовало до объявления независимости Польши в ноябре 1918 года.
В период Второй польской республики Радзивилл был сторонником Юзефа Пилсудского и членом его партии Беспартийный блок сотрудничества с правительством (пол. Bezpartyjny Blok Współpracy z Rządem, BBWR). Был депутатом Сейма с 1928 по 1935 год и членом Сената в 1935-1939 годах. Несмотря на поддержку Пилсудского, Радзивилл критически относился к отдельным сторонам проводимой Пилсудским политики «санации» — таким как преследование оппозиции и цензура. В 1937 году Радзивилл вступил в партию «Лагерь национального единства».

### Вторая мировая война
17 сентября 1939 года советские войска вступили на территорию Польши. Ординация Олыка, лежащая вдоль границы с СССР, была упразднена. Многовековое правление Радзивиллов здесь закончилось, однако имение Неборов на занятой немцами территории продолжало принадлежать Янушу Радзивиллу. Сам он оказался на занятой советскими войсками территории. 20 сентября 1939 года Радзивилл вместе с сыном Эдмундом был арестован НКВД и помещён во внутреннюю тюрьму на Лубянке, где его допрашивал, кроме прочих, и Лаврентий Берия. Его выпустили через три месяца, после вмешательства итальянской королевской семьи. Павел Судоплатов в своих воспоминаниях утверждает, что Станислав Сосновский, бывший резидент польской разведки в Берлине, также арестованный НКВД и согласившийся сотрудничать с ним, предложил использовать связи Радзивилла и сделать его посредником между советским руководством и Германом Герингом, так как Радзивилл и Геринг были лично знакомы (они вместе охотились в Ромницкой пуще в межвоенные годы). По словам Судоплатова, Берия сумел убедить Радзивилла, что тот должен выступить в роли посредника между советским правительством и Герингом для выяснения деликатных вопросов во взаимоотношениях обеих стран.
Зиму 1939—1940 годов Радзивилл провёл в Варшаве. С ведома британского правительства в начале 1940 года он выехал в Берлин, чтобы добиться снижения масштаба гитлеровских репрессий в Польше. Судоплатов утверждает, что лично организовал отъезд Радзивилла в Берлин.
Судоплатов утверждает также, что из Берлина разведка НКВД получала сведения о том, что Радзивилл часто бывал на дипломатических приемах в обществе Геринга. Судоплатову было приказано разработать варианты выхода на связь с ним через советского агента. В 1940 году Радзивилла дважды принимал резидент советской разведки в Берлине Амаяк Кобулов, докладывавший об этих встречах Центру. Однако Кобулову не давали никаких инструкций по оперативному использованию польского князя в контактах с немцами, так как НКВД не слишком верил в искренность Радзивилла, и его политические контакты не сулили никакой немедленной выгоды. Было решено ждать, пока Радзивилл поедет в Швейцарию или Швецию, где он будет вне немецкого контроля, и только там войти с ним в контакт.
Радзивилл принимал участие в деятельности Комитета Общественной Взаимпомощи, сотрудничал с Центральным Опекунским Советом и делегатурой польского эмигрантского правительства (он не вступил в эту структуру для большей эффективности действий), содействовал в делах арестованных поляков.
Судоплатов утверждает, что жившая в Германии актриса Ольга Чехова была близка к Радзивиллу и Герингу, и первоначально предполагалось использовать именно её для связи с Радзивиллом. Судоплатов утверждает, что в 1942 году НКВД был разработан план убийства Гитлера, в соответствии с которым Радзивилл и Ольга Чехова должны были при помощи своих друзей среди немецкой аристократии обеспечить советскому агенту, сыну подруги Есенина Августы Миклашевской — Игорю Миклашевскому — доступ к Гитлеру.
После Варшавского восстания Радзивилл был арестован гитлеровцами и заключен вместе с женой в тюрьму Моабит. После неожиданного освобождения, уже в ноябре 1944 года, поселился в Неборове.
После прихода советских войск в Польшу в 1945 году имение Неборов было отобрано у Януша Радзивилла.

### Арест и смерть
В январе 1945 года их с женой снова арестовал НКВД. Судоплатов утверждает, что после этого Берия решил использовать Радзивилла в переговорах с послом США Гарриманом, поскольку Радзивилл и Гарриман были знакомы (Радзивилл до войны помогал Гарриману приобрести акции польских компаний). Радзивилл был помещён под домашний арест на конспиративную квартиру и вместе с Судоплатовым под видом переводчика принимал участие во встрече с Гарриманом в начале 1945 года.
Жена князя, Анна, умерла в заключении в Красногорске в 1947 году. В том же году Радзивилл возвратился в Варшаву, но через три недели после приезда был задержан польским Министерством общественной безопасности. После освобождения, лишённый всего имущества, он поселился в скромной квартире в Варшаве (сначала на Саской Кемпе, потом — в Мокотове) и полностью отошёл от политической деятельности.
Был похоронен первоначально на кладбище костёла бернардинцев в Варшаве, позже его останки были перенесены в гробницу Радзивиллов в Вилянове. Интересно, что коммунистические власти организовали ему официальные государственные похороны. У него осталось четверо детей.
Один из его сыновей, Станислав Альбрехт Радзивилл, был мужем Каролины Ли Бувье — сестры Жаклин Кеннеди — то есть, свояком Джона Ф. Кеннеди и Аристотеля Онассиса.

## Семья и дети
9 декабря 1905 года в Ровно женился на княжне Анне Марии Любомирской (9 октября 1882 — 16 февраля 1947), младшей дочери князя Станислава Михаила Генрика Любомирского (1838—1918) и княгини Ванды Любомирской (1841—1910). Их дети:
- Эдмунд Фердинанд Михаил Юзеф Лабре Станислав Алоизий (24 сентября 1906 — 25 августа 1971), жена с 1934 года Изабелла Роза Радзивилл (1915—1996)
- Кристина Мария Пелагея (15 ноября 1908 — 8 октября 1930), муж с 1930 года граф Юзеф Потоцкий (1895—1968)
- Людвик Фердинанд (27 августа 1911 — 19 марта 1929)
- Станислав Альбрехт (21 июля 1914 — 27 июля 1976), 1-я жена с 1940 года графиня Роза де Монлеон (род. 1914), 2-я жена с 1946 года Грейс Колин (род. 1923), 3-я жена с 1959 года Каролина Ли Бувье (род. 1933).